# Incertella brevicosta
Incertella brevicosta är en tvåvingeart som först beskrevs av Nartshuk 1975.  Incertella brevicosta ingår i släktet Incertella och familjen fritflugor. Inga underarter finns listade i Catalogue of Life.